# Simon Igel
Simon Igel, né le 18 août 1927 à Żółkiew en Pologne (aujourd'hui Jovkva en Ukraine() et mort le 7 février 2015 à Flers, est arrêté dans la Rafle de Saint-Étienne du 26 août 1942 par la Gestapo, et déporté par le Convoi No. 60, en date du 7 octobre 1943, de Drancy vers Auschwitz. Il est âgé de 16 ans. Il survit et devient un témoin de la Shoah.

## Biographie

### Pologne
Simon Igel est né le 18 août 1927 à Zolkiev (Zhovkva), en Pologne, aujourd'hui en Ukraine,.
Il est le fils de Markus (Aron) Igel, né le 25 juin 1899 à Zolkiev (Zhovkva), en Pologne, aujourd'hui en Ukraine et de Jenta Igel (née Schapiro), née le 18 novembre 1900 à Zolkiev (Zhovkva), en Pologne, aujourd'hui en Ukraine. Il a deux frères, Menassé Igel, né le 18 janvier 1924 à Zolkiev (Zhovkva), en Pologne, aujourd'hui en Ukraine et Joseph Igel, né le 8 mars 1925 à Zolkiev (Zhovkva), en Pologne, aujourd'hui en Ukraine.

### Vienne (Autriche)
En 1928, sa famille émigre à Vienne, en Autriche.

### Auxerre
En 1937, la famille Igel arrive en France à Auxerre (Yonne), juste avant l’Anschluss. Ils habitent au 27 rue du Puits-des-Dames.

### Seconde Guerre mondiale
En juillet 1942, la police française arrête toute la famille, car ils sont juifs. C'est la dernière fois que Simon Igel les voit. Ils sont déportés par le Convoi No. 6, en date du 17 juillet 1942, de Pithiviers vers Auschwitz,.
Simon Igel, âgé de 14 ans, est placé dans un orphelinat. Il s'en échappe. Mais il est en danger.

### Saint-Étienne
Le régime de Vichy vient de décider de livrer aux Allemands les enfants juifs de moins de 16 ans. Il veut se rendre à Saint-Étienne, en zone libre.
D'Auxerre, il va à Chalon-sur-Saône. Un passeur l'aide à traverser la ligne de démarcation pour le prix de 10 000 francs, tout l'argent qu'il possède. À Saint-Étienne, il rencontre deux amis de ses parents
Le rabbin de Saint-Étienne, Henri-Léon Champagne note que les Allemands arrivent le 11 novembre 1942 à  Saint-Étienne. Ils ne s'intéressent pas alors « outre mesure » à la vie religieuse de la communauté. Ils viennent visiter la synagogue mais ne touchent à rien. Les offices religieux ne sont pas troublés par les rafles. 7 fidèles seulement assistent aux offices.
La zone libre étant occupée  en novembre 1942 par les Allemands, Simon Igel et ses deux amis s'installent à la campagne, allant une fois par mois à  Saint-Étienne pour le ravitaillement.
Le 18 août 1943, jour de son anniversaire, sur dénonciation française, Simon Igel et ses deux amis sont arrêtés par la Gestapo. Ils sont d'abord internés à la caserne de Saint-Étienne puis transférés en septembre 1943 au Fort Montluc à Lyon.
Simon Igel est transféré à Lyon puis à Drancy.

#### Déportation
Il est déporté par le convoi No. 60, en date du 7 octobre 1943 vers Auschwitz.
Il arrive le 10 octobre 1943 à Auschwitz. Il est affecté à plusieurs commandos à Buna Monowitz (Auschwitz III). Il est transféré d’Auschwitz au Camp de concentration de Dora, peu avant la libération d'Auschwitz par l'armée rouge le 27 janvier 1945. De Dora, il est transféré à Bergen-Belsen.
Il est libéré par l'armée britannique le 15 mai 1945. Il est le seul survivant de sa famille.

## Après la guerre

### Mort
Simon Igel vivait depuis 1970 à Chanu, dans l'Orne. Il est mort dans une clinique de Caen le 7 février 2015, à l'âge de 88 ans,,,,.

## Distinctions
- Chevalier de la Légion d'honneur

## Honneurs
- Plaque commémorative à l'université de Saint-Étienne[2].